# Paepalanthus perbracchiatus
Paepalanthus perbracchiatus är en gräsväxtart som beskrevs av Silveira. Paepalanthus perbracchiatus ingår i släktet Paepalanthus och familjen Eriocaulaceae. Inga underarter finns listade i Catalogue of Life.